# Hochgeschwindigkeitsflammspritzen

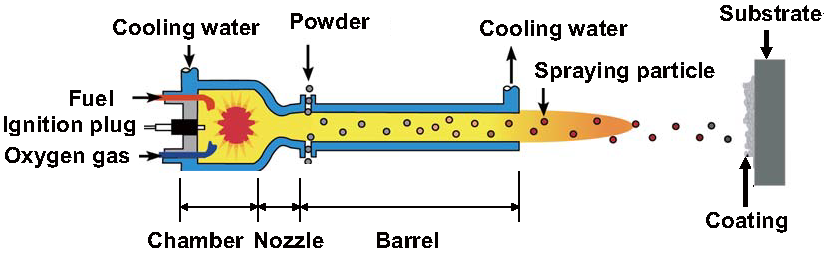
HVOF Schema (englisch)

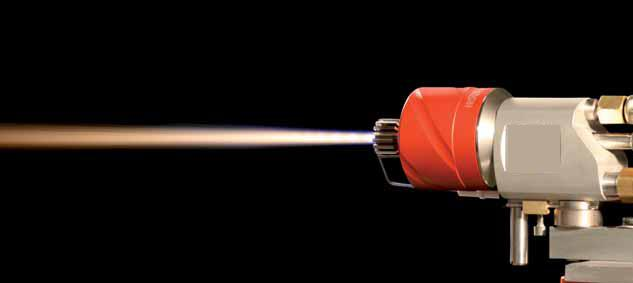
Gasbetriebener, luftgekühlter HVOF-Brenner beim Verarbeiten von Cermet-Pulver

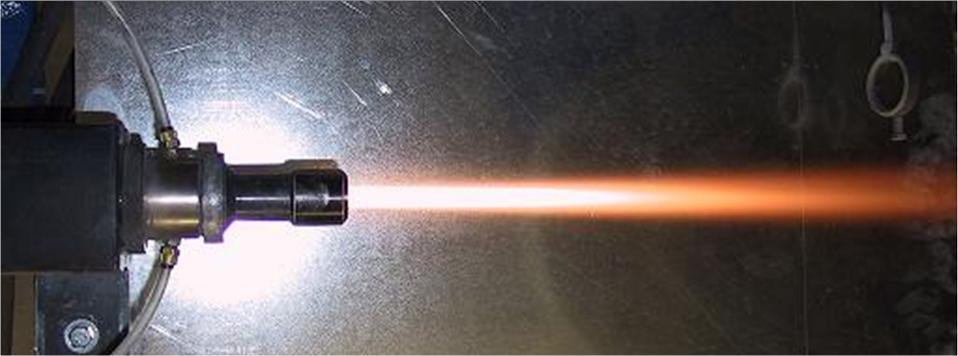
HVOF-Spritzen von Cermet-Pulver mit Kerosinbrenner

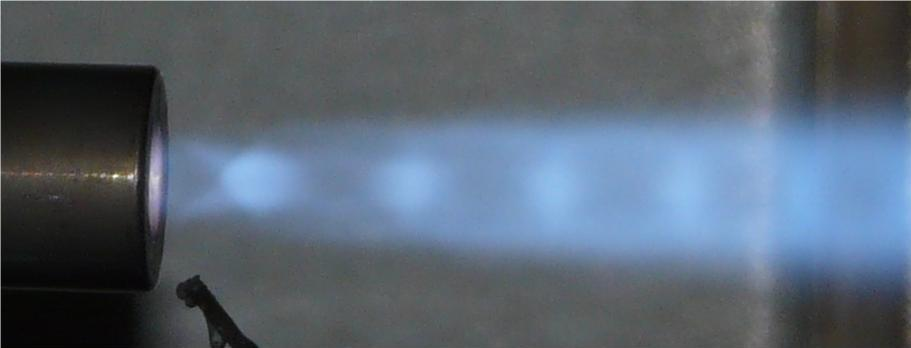
Aus der Expansionsdüse austretender, überschallschneller Heißgasstrahl mit HVOF-typischen Verdichtungsstössen

Das Hochgeschwindigkeitsflammspritzen (HVOF, abgeleitet von High-Velocity-Oxygen-Fuel) ist ein thermisches Beschichtungsverfahren zur Oberflächenbearbeitung.

## Funktionsprinzip
Beim Hochgeschwindigkeitsflammspritzen erfolgt eine kontinuierliche Kraftstoffverbrennung unter hohem Druck innerhalb einer wasser- oder luftgekühlten Brennkammer. Als Kraftstoffe werden Brenngase (wie z. B. Propan, Ethylen, Propen, Butan, Acetylen, Wasserstoff), flüssige Brennstoffe (z. B. Diesel, Kerosin) sowie auch Kombinationen von diesen eingesetzt. Das Oxidationsmittel ist meistens Sauerstoff, aber auch Luft (gebräuchliche Verfahrensbezeichnung: HVAF, abgeleitet von High-Velocity-Air-Fuel). Der in der Brennkammer erzeugte hohe Druck des brennenden Kraftstoff-Sauerstoff-Gemisches und die (meist nachgeordnete) Expansionsdüse (Lavaldüse) erzeugen die notwendige hohe Geschwindigkeit des Gasstrahls von bis zu 1300 m/s.
Meistens pulverförmige (aber auch als Stäbe und Drähte) Spritzwerkstoffe (Korngröße 1–150 µm) werden axial in der Brennkammer oder radial im Bereich der Expansionsdüse zugeführt. Dadurch werden die Spritzpartikel auf die hohen Geschwindigkeiten beschleunigt, die zu sehr dichten Spritzschichten mit hervorragenden Hafteigenschaften führen. Durch die regelbare und gerade ausreichende Wärmeeinbringung wird der Spritzwerkstoff durch den Spritzprozess nur gering metallurgisch verändert.
Einsatzgebiete sind: Kraftwerksbau (Verschleiß- und Korrosionsschutz von Rohren), Luftfahrt-, Auto-, Papier- und Maschinenbau-Industrie.

## Verwandte Verfahren
- Flammspritzen,
- Laserspritzen,
- Detonationsspritzen,
- Kaltgasspritzen,
- Lichtbogenspritzen,
- Plasma-Pulver-Auftragschweißen,
- Plasmaspritzen